# جيورجي أرباتوف
جيورجي أركاديفيتش أرباتوف (19 ماي 1923 - 1 أكتوبر 2010) (بالروسية: Гео́ргий Арка́дьевич Арба́тов) هو سياسي ودبلوماسي روسي، عمل مستشارًا لخمسة أمناء عامين للحزب الشيوعي السوفيتي، وكان معروفًا في الغرب خلال حقبة الحرب الباردة بصفته ممثلًا لسياسات الاتحاد السوفيتي في الولايات المتحدة، حيث مكنته لغته الإنجليزية من أن يحل ضيفًا متكررًا على التلفزيون الأمريكي. كان المدير المؤسس ولاحقاً المدير الفخري لمعهد الولايات المتحدة الأمريكية وكندا في الأكاديمية الروسية للعلوم (ISKRAN)، ومركز الأبحاث السوفيتي والروسي لدراسة الولايات المتحدة وكندا.

## روابط خارجية
- Biography (Russian Language) from ISKRAN نسخة محفوظة 28 سبتمبر 2007 على موقع واي باك مشين.
- page from Glory.rin.ru (Russian language)
- C-SPAN video archive, May 29, 1990, Arbatov speaking at news conference
- C-SPAN video archive, April 1, 1996, Arbatov speaks about Soviet-American relations during the Cold War